# حسنک وزیر
حسن بن محمد میکالی شناخته شده به حسنک وزیر، آخرین وزیر سلطان محمود غزنوی بود که به دستور مسعود غزنوی و به فتوای خلیفهٔ بغداد، تحت عنوان قرمطی یا اسماعیلی، در روز ۲۴ بهمن سال ۴۱۰ خورشیدی، به دار آویخته شد.
امیر حسنک، از آل میکال از خاندان دیواشتیج شاهزادهٔ سغدی بود. سلطان محمود او را به خاطر دانش و تجربه‌اش به وزارت حکومت خویش منصوب کرد. امپراتوری غزنوی، سلسله‌ای با ریشه‌های ترک‌تبار، از سال ۳۵۱ تا ۵۸۲ هجری قمری (۹۶۲ تا ۱۱۸۶ میلادی) بر بخش‌های وسیعی از شرق ایران حکمرانی می‌کرد. این دوره از تاریخ با ویژگی‌های پیچیده‌ای در عرصه سیاسی همراه بود، از جمله روابط دشوار با خلافت عباسی در بغداد، کشمکش‌های مداوم داخلی بر سر قدرت، و نزاع‌های پر فراز و نشیب بر سر جانشینی. خلافت عباسی، گرچه از نظر جغرافیایی دور بود، اما از نفوذ مذهبی قابل توجهی برخوردار بود که به آن قدرت سیاسی غیرمستقیمی می‌بخشید و اغلب بر مشروعیت و اقدامات حاکمان محلی تأثیر می‌گذاشت.

## اوایل زندگی و صعود به وزارت
حسنک، با نام کامل حسن بن محمد، از خاندان برجسته میکالی بود. این دودمان ایرانی، نسب خود را به دیواشتیج، پادشاه سغد باستان، و سلسله ساسانیان می‌رساند. این پیشینه اشرافی، نه تنها یک جزئیات زندگی‌نامه‌ای ساده نیست، بلکه بازتابی از یک پدیده تاریخی گسترده‌تر است. این امر نشان می‌دهد که سلسله‌های ترک‌تباری مانند غزنویان، با وجود تسلط نظامی، اغلب برای اداره مؤثر حکومت خود به شدت به طبقه دیوان‌سالار و اداری ایرانی تکیه می‌کردند. این رابطه همزیستی، تداوم سنت‌های فرهنگی و اداری ایرانی را در سراسر امپراتوری‌های اسلامی مختلف تضمین می‌کرد.
جزئیات زیادی از اوایل زندگی حسنک در دست نیست، اما سوابق تاریخی نشان می‌دهد که او از سنین جوانی مناصب اداری مهمی را بر عهده داشته است. او به عنوان حاکم خراسان، استانی حیاتی، و همچنین به عنوان رئیس (قاضی‌القضات) شهر زادگاهش، نیشابور، خدمت کرد. این انتصاب اولیه گواه صعود سریع او در رده‌های اداری و توانایی اثبات‌شده‌اش در حکمرانی است. این واقعیت که حسنک جایگزین دشمن خود، احمد میمندی، شد و بعدها دوباره میمندی به جای او بازگشت، الگوی پایداری از رقابت سیاسی شدید و نوسان در سرنوشت را برای منصب وزارت آشکار می‌سازد. این نشان می‌دهد که موقعیت وزیر صرفاً بر اساس شایستگی نبود، بلکه عرصه‌ای بسیار رقابتی بود که در آن خصومت‌های شخصی و کشمکش‌های قدرت جناحی، اغلب تعیین‌کننده انتصابات و برکناری‌ها بودند. این ماهیت چرخه‌ای قدرت و رقابت، یک مضمون تکراری در سیاست‌های درباری در بسیاری از دوره‌های تاریخی است.

## سفر حج بحث‌برانگیز و اتهامات مذهبی
حسنک در زمان زندگانی محمود به حج رفت و در هنگام بازگشت به دلیل ناامنی راه‌ها از مسیر مصر به غزنی برگشت. در مصر خلعت خلیفهٔ فاطمی مصر را که شیعهٔ اسماعیلی بود قبول کرده و در غزنی تسلیم سلطان محمود کرد. در طول اقامت او در مصر، خلیفه فاطمی، علی ظاهر، با احترام فراوان از او پذیرایی کرد. اما این انحراف ظاهراً بی‌اهمیت، پیامدهای عمیق و غم‌انگیزی برای آینده حسنک در پی داشت.
اماخلیفهٔ عباسی، حسنک را در واقع بخاطر قبول خلعت فاطمیان و به خدمت نرسیدن وی ولی در ظاهر و با بهانه کردن قرمطی‌گری ساختگی او از محمود خواست وی را تسلیم کند. ارتباط حسنک با فاطمیان، که پیرو مذهب اسماعیلی شیعه بودند، بلافاصله سوءظن و بی‌اعتمادی خلیفه سنی عباسی، القادر، در بغداد را برانگیخت. خلافت عباسی، به عنوان مرجع ارتدوکس سنی، اسلام شیعه، به ویژه شاخه اسماعیلی آن (که اغلب با عقاید قرمطی در هم آمیخته می‌شد)، را بدعتی خطرناک می‌دانست که مشروعیت مذهبی و سیاسی آن را به چالش می‌کشید. در نتیجه، القادر به شدت از سلطان محمود خواستار اعدام حسنک شد و او را صراحتاً به قرمطی یا اسماعیلی بودن متهم کرد. سفر حسنک از طریق مصر فاطمی و پذیرایی محترمانه از او توسط خلیفه فاطمی، صرفاً تجربه های شخصی سفر نبودند؛ آنها ناخواسته او را در کانون یک درگیری بزرگ ژئوپلیتیکی و ایدئولوژیک بین خلافت سنی عباسی و خلافت شیعه فاطمی قرار دادند. اتهام «قرمطی/اسماعیلی» یک برچسب قدرتمند و سیاسی بود که توسط عباسیان برای سلب مشروعیت از هرگونه اتحاد یا همدردی با رقبایشان به کار می‌رفت. این امر نشان می‌دهد که چگونه تفاوت‌های مذهبی به‌طور سیستماتیک به عنوان بهانه‌ای برای آزار و اذیت سیاسی و حذف افراد در مبارزه گسترده‌تر برای هژمونی منطقه‌ای مورد سوءاستفاده قرار می‌گرفتند.
سلطان محمود که به وزیرش اعتماد داشت و مطمئن بود که وی قرمطی نیست به خواست خلیفه جواب رد داد. ابوالفضل بیهقی می‌گوید که سلطان محمود نسبت به پافشاری خلیفه بر اعدام حسنک وزیر به خشم آمد و گفت:
«به این خلیفهٔ خرف شده بباید نبشت که من از بهر عباسیان انگشت در کرده‌ام در همهٔ جهان و قرمطی می‌جویم و آنچه یافته آید و درست گردد بردار می‌کشند، و اگر مرا درست شدی که حسنک قرمطی است خبر به امیرالمؤمنین رسیدی که در باب وی چه رفتی. وی را من پرورده‌ام و با فرزندان و برادران من برابر است. اگر وی قرمطی است من هم قرمطی باشم!»
امتناع محمود ممکن است ناشی از شناخت او از توانایی‌های اداری حسنک، تمایل او به تأکید بر اقتدار حاکمیتی خود در برابر دستور مذهبی خارجی، یا ترکیبی از هر دو باشد. این سرپیچی اولیه، نشان‌دهنده رابطه پیچیده و اغلب پرتنش میان حاکمان غزنوی و رأس مذهبی اسمی جهان اسلام است.
اما در نهایت اعدام حسنک که صراحتاً به دستور خلیفه عباسی انجام شد، به وضوح نشان‌دهنده نفوذ گسترده قدرت مذهبی بر حکومت‌های سکولار در جهان اسلام قرون وسطی است. این واقعه بیانگر آن است که حتی امپراتوری‌های قدرتمندی چون غزنویان نیز کاملاً از احکام مذهبی خلافت مصون نبودند. از جنبه‌ای عمل‌گرایانه‌تر، این احکام می‌توانستند توجیهی قدرتمند و مناسب برای حاکمی چون مسعود غزنوی فراهم آورند تا رقبای سیاسی خود را از میان بردارد. این پویایی در روابط میان قدرت مذهبی و سیاسی، برای درک چشم‌انداز گسترده‌تر سیاسی و ایدئولوژیک آن دوره، حیاتی است.

## بحران جانشینی و سقوط حسنک
پس از درگذشت سلطان محمود غزنوی در سال ۱۰۳۰ میلادی، امپراتوری غزنوی وارد یک جنگ داخلی بر سر جانشینی میان دو پسرش شد: محمد غزنوی، وارث تعیین‌شده، و مسعود اول، برادر بزرگ‌تر و جاه‌طلب‌تر.
حسنک، با همسویی با محمد، از ادعای او بر تخت سلطنت در کنار علی بن ایل ارسلان حمایت کرد. به نظر می‌رسید راهبرد آن‌ها بر این بود که محمد را به عنوان یک حاکم اسمی منصوب کنند و به حسنک و علی اجازه دهند تا قدرت واقعی را در دولت به دست گیرند.
در نهایت محمد شکست خورد و مسعود غزنوی زمام امور را در دست گرفت. مسعود به عنوان یک رهبر نظامی قدرتمند، به سرعت به سمت پایتخت غزنوی، غزنی، لشکر کشید و نیروهای محمد را قاطعانه شکست داد و سپس برادرش را زندانی کرد.
با نزدیک شدن پیروزی مسعود، تغییر قابل توجهی در وفاداری‌های سیاسی در دربار غزنوی رخ داد. بسیاری از دولتمردان بانفوذ، از جمله علی بن ایل ارسلان که در ابتدا از محمد حمایت کرده بودند، با احتیاط از حسنک فاصله گرفتند و وفاداری خود را به مسعود اول اعلام کردند. با این حال، حسنک در حمایت خود از محمد ثابت‌قدم ماند، تصمیمی که سرنوشت او را رقم زد. پس از پیروزی مسعود، حسنک دستگیر و در بلخ زندانی شد.

## محاکمه، اعدام و نقش رقابت سیاسی
سرنوشت حسنک با اتهامات سیاسی بی‌اساس کفر، مهر شد. مسعود اول، که اکنون به‌طور کامل قدرت را در دست داشت، او را به قرمطی یا اسماعیلی بودن متهم کرد. این اتهامات مذهبی، اگرچه به‌طور رسمی تأیید شده بودند، به عنوان بهانه‌ای مناسب برای حذف یک رقیب سیاسی قدرتمند که از برادرش حمایت کرده بود، عمل کردند. خود اعدام با دستور خلیفه عباسی بغداد، جلوه‌ای از مشروعیت یافت و اقتدار مذهبی خلافت را در منطقه تقویت کرد.
مسعود به بهانه قرمطی‌گری وزیر پدرش و به درخواست خلیفهٔ بغداد و با پافشاری بوسهل زوزنی، حسنک را به دار آویخت. در نمایشی آشکار از تغییر آرایش سیاسی و تسویه حساب‌های قدیمی، مسعود اول، احمد میمندی، رقیب دیرینه حسنک را به وزارت بازگرداند. اگرچه میمندی در ابتدا بی‌میلی نشان داد، اما سرانجام در ماه صفر ۴۲۲ قمری این منصب معتبر را پذیرفت و ساختار قدرت جدید را تثبیت کرد و به‌طور کامل به معنای واقعی کلمه، پایان سیاسی حسنک را اعلام کرد.
حسنک سرانجام در ۱۴ فوریه ۱۰۳۲ میلادی (برابر با ۲۴ بهمن ۴۱۰ خورشیدی) به دار آویخته شد. وقایع مربوط به محاکمه و اعدام او به شکلی زنده و دراماتیک توسط ابوالفضل بیهقی در اثر عظیمش، «تاریخ بیهقی»، روایت شده است. بیهقی شرح می‌دهد که چگونه وقتی حسنک را به پای دار بردند، مردم، به ویژه نیشابوریان، چنان از غم و همدردی لبریز شده بودند که «هیچ‌کس دست به سنگ نمی‌کرد و همه زار می‌گریستند». در نهایت، عده‌ای از اوباش را با پول واداشتند تا سنگ بزنند، و برخی روایات حتی حاکی از آن است که حسنک پیش از سنگسار، با طناب جلاد خفه شده بود. جسد او به مدت هفت سال به شکلی دلخراش بر سر دار باقی ماند تا سرانجام اجازه دفن یافت.
«ذکر بر دار کردن حسنک وزیر» که در تاریخ بیهقی آمده است بی شک یکی از شاهکارهای نثر فارسی قرن پنجم است. در تاریخ بیهقی آمده است:

و حسنک را سوی دار بردند و بجایگاه رسانیدند. بر مرکبی که هرگز ننشسته بود نشانیدند و جلادش استوار ببست و رسنها فرود آورد و آواز دادند که سنگ زنید. هیچ‌کس دست بسنگ نمی‌کرد و همه زار می‌گریستند، خاصه نشاپوریان. پس مشتی رند را زر دادند که سنگ زنند و مرد خود مرده بود، که جلادش رسن بگلو افکنده بود و خبه کرده. اینست حسنک و روزگارش و گفتارش، رحمه الله علیه، این بود که خود بزندگی گاه گفتی که: «مرا دعای نشاپوریان بسازد» و نساخت و اگر زمین و آب مسلمانان بغصب بستدند، نه زمین ماند بدو و نه آب و چندان غلام و ضیاع و اسباب و زر و سیم و نعمت، هیچ سودش نداشت. او رفت و آن قوم که این مکر ساخته بودند، نیز برفتند. … احمق مردی که دل درین جهان بندد، که نعمتی بدهد و زشت بازستاند… چون ازین فارغ شدند بوسهل و قوم از پای دار بازگشتند و حسنک تنها ماند، چنان‌که تنها آمده بود، از شکم مادر …
حسنک قریب هفت سال بر دار بماند، چنان‌که پایهایش همه فرو تراشیده و خشک شد، چنان‌که اثری نماند تا بدستوری فرود گرفتند و دفن کردند، چنان‌که کس ندانست که سرش کجاست و تن کجاست و مادر حسنک زنی بود سخت جگرآور. چنان شنیدم که دو سه ماه ازو این حدیث پنهان داشتند و چون بشنید جزعی نکرد، چنان‌که زنان کنند، بلکه بگریست بدرد، چنان‌که حاضران از درد وی خون گریستند. پس گفت: بزرگا، مردا، که این پسرم بود، که پادشاهی چون محمود این جهان بدو داد و پادشاهی چون مسعود آن جهان و ماتم پسر سخت نیکو بداشت.

روایت بیهقی بینش ارزشمندی را در مورد شخصیت حسنک ارائه می‌دهد و او را به عنوان شخصیتی با قدرت و عزت قابل توجه در مواجهه با مرگش به تصویر می‌کشد. واکنش عمیق عمومی به اعدام او به ویژه گریه گسترده و بی‌میلی مردم (به ویژه نیشابوریان) برای مشارکت در سنگسار او، همدردی عمیق مردم با او را نشان می‌دهد. شاید تأثیرگذارترین بخش، اعلامیه گستاخانه و افتخارآمیز مادرش، سه ماه پس از مرگ اوست:
«بزرگا مردا که این پسرم بود! که پادشاهی چون محمود این جهان بدو داد و پادشاهی چون مسعود آن جهان را». این سخن به شکلی قدرتمند بی‌عدالتی درک شده و باور تزلزل‌ناپذیر او به شرافت پسرش را در بر می‌گیرد و همزمان مشروعیت اتهام مذهبی را به چالش می‌کشد. با این حال، مهم است که توجه داشته باشیم که برخی از محققان معاصر، مانند محمد دهقانی، استدلال می‌کنند که تصویرسازی بیهقی، هرچند همدلانه است، اما به‌طور ظریفی به پتانسیل خود حسنک برای بی‌رحمی اشاره می‌کند و نشان می‌دهد که او قربانی کاملاً بی‌گناه و معصومی نبوده است، بلکه شخصیتی پیچیده بود که در واقعیت‌های بی‌رحمانه قدرت گرفتار شده بود.
شش قصیده در ستایش وی از فرخی سیستانی در دیوان فرخی موجود است.